# Nikolaj Saremba
Nikolaj Ivanovitj Saremba (russisk: Николай Иванович Заремба ; født 15. juni 1821 – 8. april 1879) var en russisk musikteoretiker og komponist.
Saremba blev født i provinsen Vitebsk i 1821. Han var en af de oprindelige professorer ved Sankt Petersborg Konservatorium, da det blev grundlagt i 1862. I 1867 efterfulgte han Anton Rubinstein som konservatoriets direktør og havde posten indtil 1871. Han døde i Sankt Petersborg i 1879.
Hans mest kendte elev på konservatoriet var Pjotr Iljitj Tjajkovskij. Andre inkluderer Vasilij Safonov.
Sarembas ekstreme konservatisme farvede både hans undervisning generelt og hvad han forventede af sine studerende i særdeleshed. Sammen med Anton Rubinstein, og i modsætning til De Fems fremadsynede tendenser, forblev Saremba mistænksom, og endda fjendtlig, over for nye tendenser inden for musikken. I stedet forsøgte han at bevare, hvad han så som det bedste i den vestlige tradition fra den umiddelbare fortid. Saremba idoliserede Beethoven, især hans senere værker, men hans personlige smag rakte ikke videre end til Mendelssohn. Hvis nogen spurgte ham om Hector Berlioz, Robert Schumann — eller, nærmere hans hjem, Mikhail Glinka — ville Saremba sandsynligvis have været nødt til at indrømme sin uvidenhed.
Tjajkovskijs biograf David Brown skriver, at Sarembas primære mangel var en komplet mangel på sand opfindsomhed rent musikalsk eller på nogen anden form for fantasi. Idet han holdt sig til sin lærer Adolf Bernhard Marx' komponeringshåndbog, lod Saremba sine elever fra denne og til at studere streng kontrapunkt og kirketonearter som forklaret af Bellerman. På grund af hans mangler på opfindsomhed var Sarembas eneste mulighed for at forbedre en elevs komposition at pålægge de snævre regler for komposition, som han selv havde lært meget grundigt.